# Giovanni Ruggeri della Torre
Giovanni Battista Ruggeri della Torre (Vertova, 3 marzo 1819 – Romano di Lombardia, 21 aprile 1896) è stato un politico italiano.
Fu senatore del Regno d'Italia nella XVI legislatura.